# Billy el « horrendo »
Billy el « horrendo » est une bande dessinée espagnole illustrée par Francisco Ibáñez, appartenant à la franchise Mortadel et Filémon, éditée en 1982.

## Synopsis
Billy el « horrendo » (Billy l'affreux en VF), l'un des criminels les plus brutaux et les plus horribles qui soient, a dévalisé la banque Jeando (Untel en VF). La T.I.A. a trouvé un indice sur sa localisation et va envoyer Mortadel et Filémon pour le capturer et récupérer l'argent volé.

## Adaptation
La bande dessinée est adaptée dans son intégralité dans un épisode de la série télévisée consacré aux personnages sous le titre Le Cas de Billy Horrendous.